# 敞開的門
敞開的門（英語：Open Doors）是一个非宗派性质的基督教活动组织，旨在支持全世界内受迫害的基督徒。该组织和当地的合作伙伴共同进行圣经与基督教相关作品的分发，训练门徒，并提供实际的支持，如紧急救助援助等。该组织的既定目标是提高人们对全球范围的迫害活动的认识，动员世界各地基督徒祈祷、支持和行动。组织总部位于荷兰埃尔默洛，是国际圣经代理商论坛的成员之一。
目前，敞开的门在世界有20个分支机构。

## 历史
敞开的门由荷兰人安得烈·范德比爾（Andrew van der Bijl）在1955年创立，他被广泛称作安得烈弟兄。当时他决定走私圣经到排斥基督徒的共产主义波兰，后来他又继续把圣经走私到许多被苏联控制的国家，1957年他获得了一辆蓝色大众甲壳虫，用于运送工作。随后，敞开的门的工作不断扩展，将网络扩大到整个东欧和苏联。
1981年6月18日，敞开的门在夜间向中国南方城市汕头市附近的海滩运送了100万本中文圣经，该计划取名为“珍珠计划”。珍珠计划在大卫兄弟带领下，20个国际团队共同合作，一艘名为加百列的驳船携带了232个经过防水包装，重达1吨的包裹，其中共有100万本中文圣经。一艘名为米迦勒的拖船负责将加百列拖到海滩上，拖船穿过停泊的中国海军舰船，晚上9时到达海滩，约1万名当地基督徒聚集在一起，把圣经运送到岸上，随后被送往中国各地分发。 时代杂志将珍珠计划称作了不起的计划，是中国历史上同类项目中规模最大的一次。
1988年，敞开的门利用开放政策作为机会，向俄罗斯东正教教会提供了100万本俄语圣经，费用为250万美元。通过与联合圣经协会合作，仅用1年多时间就完成了此次任务。
2005年，来自70多个国家的428,856人签署了敞开的门的全球信仰权请愿书，对宗教自由说“是”，对联合国诽谤宗教决议说“不”。请愿书于2010年12月在纽约提交给联合国。
2015年，敞开的门及其分支机构在全球分发了300万圣经和相关作品，为239,164人提供了救济和援助。2018年，美国组织在受迫害教会项目上花费19,291,134美元，其中470万美元用于筹款，280万美元用于行政管理。

## 全球观察名单
该组织出版年度世界观察名单，按基督徒为积极追求信仰所受迫害严重程度对国家进行排名。全球观察名单基于实地研究人员、外部专家和学者研究以及公开的研究文件，根据教会生活、国家生活、社区生活、家庭生活、私人生活和对基督徒暴力使用方面的迫害，各国从0到100进行打分，根据分数各国分为极端迫害、非常严重迫害、高度迫害级别。
2021年排名前50位的国家如下：
极端迫害
1. 阿富汗
2. 利比亞
3. 巴基斯坦
4. 葉門
5. 伊朗
6. 奈及利亞
7. 印度
8. 伊拉克

非常严重迫害
1. 叙利亚
2. 苏丹
3. 沙烏地阿拉伯
4. 馬爾地夫
5. 埃及
6. 中國
7. 緬甸
8. 越南
9. 毛里塔尼亚
10. 阿尔及利亚
11. 土耳其
12. 突尼西亞
13. 摩洛哥
14. 哥伦比亚
15. 布吉納法索
16. 尼泊尔
17. 中非
18. 衣索比亞
19. 墨西哥
20. 约旦
21. 刚果民主共和国
22. 喀麦隆
23. 不丹
24. 阿曼
25. 莫桑比克
26. 马来西亚
27. 印度尼西亞
28. 科威特